# Live at Carnegie Hall 1963
Live at Carnegie Hall 1963 je koncertní EP Boba Dylana. Album vyšlo v roce 2005 u Columbia Records. Nahrávky pochází z 26. října 1963, kdy byly nahrány v newyorské Carnegie Hall. Další čtyři písně, které byly nahrány při tomto koncertu (ale nevyšly na tomto albu) vyšly již dříve na jiných albech Boba Dylana. „Talkin' John Birch Paranoid Blues“ a „Who Killed Davey Moore?“ vyšly na albu The Bootleg Series Volumes 1-3 (Rare & Unreleased) 1961-1991 a „A Hard Rain's A-Gonna Fall“ a „When the Ship Comes In“ na The Bootleg Series Vol. 7: No Direction Home: The Soundtrack.

## Seznam skladeb
| Pořadí         | Název                         | Délka |
| -------------- | ----------------------------- | ----- |
| 1.             | The Times They Are a-Changin' | 4:04  |
| 2.             | Ballad of Hollis Brown        | 6:03  |
| 3.             | Boots of Spanish Leather      | 5:39  |
| 4.             | Lay Down Your Weary Tune      | 5:04  |
| 5.             | North Country Blues           | 4:16  |
| 6.             | With God on Our Side          | 6:49  |
| Celková délka: | Celková délka:                | 31:53 |